# Limburgs Vastelaovesleedjes Konkoer
Het Limburgs Vastelaovesleedjes Konkoer (LVK) (Nederlands: Limburgs Carnavalsliedjes Concours) is een jaarlijkse wedstrijd in Nederlands Limburg, waarbij het beste carnavalsliedje van dat jaar wordt gekozen. Het LVK wordt georganiseerd door de Stichting LVK, in samenwerking met een plaatselijke carnavalsvereniging en bestaat sinds 1977. Aan het LVK wordt veel aandacht geschonken door Limburgse omroepen.

## Geschiedenis
Het LVK werd in 1976 bedacht om de invloed van de "commerciële" Nederlandstalige carnavalsmuziek te verminderen. Door een liedjeswedstrijd met Limburgstalige nummers wilde men de carnavalsmuziek in deze taal stimuleren. Een van de initiatiefnemers was Bertha Paulissen-Willen, die onder andere wethouder en gemeenteraadslid in Geleen was. Naar haar is de prijs genoemd die de componist en de schrijver van het winnende liedje krijgen: de Bertha Paulissen Trofee. De eerste LVK-finale werd gehouden op 18 november 1976 in Geleen en werd gewonnen door het Maastrichtse liedje Vaan Eijsde tot de Mokerhei en werd geschreven door Bert Salden en Jean Innemee. De finale vond weliswaar plaats in november 1976, maar het winnende nummer werd gezien als de winnaar van 1977.
Het eerste LVK kreeg nog niet veel aandacht in de kranten of op de ROZ (de voorloper van L1). Later is men met deze omroep samen gaan werken en werden de verschillende rondes van het LVK op de radio uitgezonden. Sinds 2002 is de finale van het LVK live op een regionale televisiezender te zien.

## Het concours
De in november ingestuurde liedjes die meedoen aan het LVK, worden in december beoordeeld door de hoofdjury van het LVK. Deze jury laat 60 nummers doorgaan naar de halve finales. De halve finales worden op L1-radio uitgezonden in januari. De luisteraars van L1 kunnen, door het insturen van bonnen die in de krant staan, aangeven welke liedjes zij het beste vinden. De uitslag van deze stemming en de punten van de jury bepalen, beide voor de helft, de uitslag van de halve finales. Er worden negentien finalisten bepaald, met de beperking dat uit iedere regio die het LVK hanteert (Noord-Limburg, Midden-Limburg, Parkstad Limburg, Westelijke Mijnstreek en Maastricht - Mergelland) minimaal twee nummers in de finale komen en dat zangers maar met één liedje in de finale kunnen komen. De winnaar ontvangt de LVK-wisseltrofee, ontworpen door Appie Drielsma.

## Puntentelling
Door de jaren heen is de puntentelling in de halve finale en finale diverse keren aangepast. Aanvankelijk werden de halve finales en finale alleen via de radio uitgezonden, omdat men wilde voorkomen dat de keuze werd bepaald door uiterlijk of show en er dus meer op de muziek en tekst gelet zou worden. De tv-opnames van de finale werden pas achteraf uitgezonden.

### Halve finale
Lange tijd kon in de halve finale alleen via bonnen gestemd worden, die uitgeknipt konden worden uit dag- en weekbladen. Tegenwoordig kan er ook gestemd worden via SMS of telefoon. Vanaf 2013 werd het aantal stemmen per bon teruggebracht van zes naar één en vanaf de editie van 2015 werd het stemmen met bonnen helemaal afgeschaft, doordat er soms fanatiek bonnen geronseld werden en er een scheve verhouding ontstond tussen verschillende regio's.

### Finale
Toen de finale nog alleen via de radio werd uitgezonden, werden de punten gegeven door verschillende regiojury's die verdeeld over de provincie in cafés zaten, aangevuld met één hoofdjury ter plaatse. Vanaf 2006 kan er tijdens de finale ook gestemd worden via SMS en telefoon. In 2012 ontstond er echter ophef: het LVK vond plaats in het Zuid-Limburgse Margraten, al lange tijd was er geen winnaar uit Zuid-Limburg en voor de derde keer op rij won het trio W-Dreej uit het Noord-Limburgse Venlo met als gevolg massaal boe-geroep uit de zaal. Een verplichte 'afkoelperiode' van oud-winnaars kwam er niet, W-Dreej besloot echter uit zichzelf niet deel te nemen aan het LVK in 2013. Tegenwoordig wordt de uitslag bepaald door (ieder voor één vijfde deel) de hoofdjury, drie vakjury's en de stemmen van kijkers en luisteraars via SMS en telefoon. Het publiek mag maximaal drie liedjes kiezen en er mag slechts één keer op hetzelfde nummer gestemd worden. De drie vakjury's zijn: voormalige LVK-winnaars, bekende carnavalisten uit Limburg en de derde vakjury verschilt per jaar (burgemeesters in 2016, schutters in 2017 en leden van het LKZH in 2018). Het aantal finalisten werd van 19 uitgebreid naar 20 en het maximale aantal punten dat een jury kan uitbrengen werd teruggebracht naar 16. Bij de finale in 2018 (gehouden in Kessel) was er wederom massaal boe-geroep te horen. De artiesten Bjorn & Mieke uit Venray eindigden voor het tweede jaar op rij als tweede, terwijl zij net als het jaar ervoor het hoogste aantal punten kregen van de publieksjury. Ook kregen ze bij de editie in 2018 het hoogste aantal punten van de hoofdjury. Dit leverde veel discussies op en hierdoor wordt het puntensysteem opnieuw 'onder de loep' genomen.